# المتحولون: ثأر الهاوي
المتحولون: ثأر الهاوي (بالإنجليزية: Transformers: Revenge of the Fallen) هو فيلم حركة أنتج عام 2009، من إخراج مايكل باي، وهو الجزء الثاني من فيلم المتحولون.
تبدأ باقى القصة بتحالف الاوتوبوتس مع كوكب الأرض والولايات المتحدة لحماية كوكب الأرض من المخاطر وحماية المتحولين الباقين وببداية الديسيبتكونز بالغوص في منطقة اسفل خواصة أمريكية في المحيط الهادئ حيث تم القاء ميجاترون فيه ويستخدمون قوة أحد الديسيبتيكون لاعادة ميجاترون مره أخرى لكن من يدعم هذه المرة ميجا ترون هو (الساقط) هكذا اسمه ويبدأوا بالبحث وراء الشاب ويتوكى (شيا لابوف) لمعرفة مكان السبارك (مصفوفة القيادة) عن طريق خريطة الرسومات التي على المكعب الأولسبارك لوضعها في سلاح ضخم في الهرم الأكبر وتدمير الشمس لكن في سبيل حماية السبارك وحياة ويتوكى قتل اوبتيموس برايم عن طريق الساقط وميجاترون لكن ينقل الجيش الامريكى اوبتيموس إلى منطقة في الصحراء بين مصر و‌الأردن واستطاع ويتوكى العثور على السبارك قبل ميجاترون وجاء بها إلى اوبتيموس خلال معركة في الصحراء ومحاولة لتدمير الهرم الأكبر والشمس والبشرية واستطاع ويتوكى إحياء أوبتيموس مره أخرى لكن للأسف بعد وضع السبارك في قلب اوبتيموس سرقها الساقط وبدأ في تدمير الشمس لكن إحدى الديسيبتكونس العاجزون بعد ان غير انتماءه للاوتوبوتس قام بالتضحية من اجل اوبتيموس وبعد ذلك أصبح لاوبتيموس برايم عتاد واسلحة متينة وقوية وتم مهمته بالقضاء على الساقط وتدمير السلاح داخل الهرم الأكبر في مصر واصابة ميجاترون باصابة بالغة في الرأس.

### مقالات ذات صلة
- فيلم المتحولون - الجزء الأول

### وصلات خارجية
- الموقع الرسمي للفيلم
- المتحولون: ثأر الهاوي على موقع IMDb (الإنجليزية)
- المتحولون: ثأر الهاوي على موقع ميتاكريتيك (الإنجليزية)
- المتحولون: ثأر الهاوي على موقع روتن توميتوز (الإنجليزية)
- المتحولون: ثأر الهاوي على موقع نتفليكس (الإنجليزية)
- المتحولون: ثأر الهاوي على موقع قاعدة بيانات الأفلام العربية
- المتحولون: ثأر الهاوي على موقع ألو سيني (الفرنسية)
- المتحولون: ثأر الهاوي على موقع Turner Classic Movies (الإنجليزية)
- المتحولون: ثأر الهاوي على موقع أول موفي (الإنجليزية)
- المتحولون: ثأر الهاوي على موقع بوكس أوفيس موجو (الإنجليزية)
- المتحولون: ثأر الهاوي على موقع فيلمافينيتي (الإسبانية)
- إعلان الفيلم على يوتيوب

## هوامش
1. ↑  وصلة مرجع: http://www.nytimes.com/2009/06/24/movies/24transform.html?hpw&_r=0. الوصول: 22 يونيو 2016.
2. 1 2 3  وصلة مرجع: http://www.imdb.com/title/tt1055369/. الوصول: 22 يونيو 2016.
3. 1 2 3 4 5  وصلة مرجع: http://www.metacritic.com/movie/transformers-revenge-of-the-fallen. الوصول: 22 يونيو 2016.
4. 1 2  وصلة مرجع: http://www.filmstarts.de/kritiken/90903-Transformers-Die-Rache.html. الوصول: 22 يونيو 2016.
5. ↑  وصلة مرجع: http://www.imdb.com/title/tt1055369/releaseinfo?ref_=tt_ov_inf.
6. 1 2  وصلة مرجع: http://nmhh.hu/dokumentum/158984/2009_filmbemutatok_osszes.xls.
7. ↑  "قاعدة بيانات الأفلام على الإنترنت" (بالإنجليزية). Retrieved 2017-04-14.{{استشهاد ويب}}:  صيانة الاستشهاد: لغة غير مدعومة (link)
8. ↑  وصلة مرجع: http://www.boxofficemojo.com/movies/?id=transformers2.htm.
9. ↑  وصلة مرجع: http://sfi.se/sv/svensk-filmdatabas/Item/?itemid=68174&type=MOVIE&iv=Basic.
10. 1 2 3 4 5  وصلة مرجع: http://www.adorocinema.com/filmes/filme-132420/. الوصول: 22 يونيو 2016.
11. ↑  "Sean Haworth - IMDb". اطلع عليه بتاريخ 2025-05-12.
12. ↑  وصلة مرجع: http://fdb.pl/film/86139-transformers-zemsta-upadlych. الوصول: 22 يونيو 2016.
13. 1 2 3 4 5 6 7 8 9 10 11 12 13 14  وصلة مرجع: http://www.imdb.com/title/tt1055369/fullcredits. الوصول: 22 يونيو 2016.
14. 1 2 3 4 5 6  وصلة مرجع: http://www.cinematografo.it/cinedatabase/film/transformers---la-vendetta-del-caduto/50746/. الوصول: 22 يونيو 2016.
15. 1 2 3 4 5  وصلة مرجع: https://www.filmaffinity.com/en/film113665.html. الوصول: 22 يونيو 2016.
16. 1 2 3 4 5 6  وصلة مرجع: http://bbfc.co.uk/releases/transformers-revenge-fallen-2009-1. الوصول: 22 يونيو 2016.
17. 1 2 3 4 5 6 7 8 9 10 11 12  مذكور في: قاعدة بيانات الأفلام التشيكية السلوفاكية. لغة العمل أو لغة الاسم: التشيكية. تاريخ النشر: 2001.
18. 1 2  "بوكس أوفيس موجو" (بالإنجليزية). Retrieved 2022-09-24.
19. ↑  مذكور في: بوكس أوفيس موجو. الوصول: 7 مارس 2019. لغة العمل أو لغة الاسم: الإنجليزية.
20. ↑  Transformers: Revenge of the Fallen (2009) - Rotten Tomatoes نسخة محفوظة 29 مايو 2018 على موقع واي باك مشين.